# Diagonal espacial

AC '(en azul) es una diagonal espacial, mientras que AC (en rojo) es una diagonal facial

En geometría, una diagonal espacial (también diagonal interior o diagonal del cuerpo) de un poliedro es una línea que conecta dos vértices que no están en la misma cara. Las diagonales espaciales contrastan con las diagonales de cara, que conectan  entre sí vértices de la misma cara (pero no en la misma arista).
Por ejemplo, una pirámide no tiene diagonales espaciales, mientras que un cubo (que se muestra a la derecha) o, más generalmente, un paralelepípedo tiene cuatro diagonales espaciales. 

## Diagonal axial
Una diagonal axial es una diagonal espacial que pasa a través del centro de un poliedro. 
Por ejemplo, en un cubo con una longitud de arista {\displaystyle a}, las cuatro diagonales del espacio son diagonales axiales, de longitud común {\displaystyle a{\sqrt {3}}.} Más generalmente, en un cuboide con aristas de longitudes a, b, y c, las cuatro diagonales espaciales son axiales, con longitud común {\displaystyle {\sqrt {a^{2}+b^{2}+c^{2}}}.}
Un octaedro regular con longitud de arista {\displaystyle a} tiene 3 diagonales axiales de longitud {\displaystyle a{\sqrt {2}}}. 
Un icosaedro regular tiene 6 diagonales axiales de longitud {\displaystyle a{\sqrt {2+\varphi }}}, dónde {\displaystyle \varphi } es la proporción áurea {\displaystyle (1+{\sqrt {5}})/2}.

## Diagonales espaciales de cubos mágicos
Un cuadrado mágico es una disposición de números en una cuadrícula cuadrada para que la suma de los números a lo largo de cada fila, columna y diagonal sea la misma. Del mismo modo, se puede definir un cubo mágico como una disposición de números en una cuadrícula cúbica, de modo que la suma de los números en las cuatro diagonales del espacio debe ser la misma que la suma de los números en cada fila, cada columna y cada pilar. 